# الدحامنة (بني فشات)
الدحامنة هو دُوَّار يقع بجماعة سيدي علي بلقاسم، إقليم تاوريرت، جهة الشرق في المملكة المغربية. ينتمي الدوّار لمشيخة بني فشات التي تضم 8 دواوير. يقدر عدد سكانه بـ 234 نسمة حسب الإحصاء الرسمي للسكان والسكنى لسنة 2004.

## روابط خارجية
- البوابة الوطنية للجماعات الترابية
- المندوبية السامية للتخطيط